# Hinrich Lehmann-Grube
Hinrich Lehmann-Grube (né le 21 décembre 1932 à Königsberg - mort le 6 août 2017 à Leipzig) était un homme politique local allemand (SPD). De 1979 à 1990, il a été gérant municipal de Hanovre, puis maire de la ville de Leipzig jusqu'en 1998.

## Vie
Hinrich Lehmann-Grube est né en décembre 1932, fils du pédiatre Fritz Lehmann-Grube et de son épouse Elsa, née Lück. À la fin de la Seconde Guerre mondiale, la famille s'enfuit à Hambourg, d'où sa mère était originaire. Il termine ses études à Hambourg en 1951, puis étudie le droit, interrompu par un séjour d'études de six mois à la Sorbonne à Paris. Il réussit les deux examens d'État et obtient son doctorat en 1961.
En 1956, Lehmann-Grube devient membre du SPD. En 1957, il épouse Ursula Paproth. Le couple a eu quatre enfants.
De 1957 à 1967, Lehmann-Grube a travaillé au siège de Deutscher Städtetag (Association allemande des villes) à Cologne. De 1967 à 1979, il a été conseiller municipal de Cologne. En 1979, il devient gérant municipal de la ville de Hanovre, ville jumelle de Leipzig depuis le 23 novembre 1987.
Afin de pouvoir participer en tant que candidat du SPD aux élections locales de la RDA du 6 mai 1990 à Leipzig, Lehmann-Grube a accepté la nationalité de la RDA en avril 1990. Il remporte sa circonscription et devient conseiller municipal de Leipzig. Le 6 juin 1990, le conseil municipal l’élit maire. Son mandat a été caractérisé par le « modèle de Leipzig », une tentative politique alternative visant à résoudre les problèmes de manière factuelle, au-delà des frontières des partis et des factions. Lors des élections directes des maires du 26 juin 1994, il est confirmé dans ses fonctions avec une large majorité.
Sous la direction de Lehmann-Grube, le nouveau parc des expositions fut inauguré en 1996 et les communes de Hartmannsdorf, Lausen, Plaußig et Seehausen furent rattachées à Leipzig. Le 30 juin 1998, Lehmann-Grube prend sa retraite et transmet l'entreprise à son collègue de parti et ancien député Wolfgang Tiefensee, qui a été élu comme son successeur, le 1er juillet 1998.
Lehmann-Grube est décédé en août 2017 à l'âge de 84 ans à l' hôpital Sainte-Élisabeth de Connewitz des suites d'un cancer. Les funérailles ont eu lieu le 14 août 2017 au Cimetière du Sud (Leipzig).

## Honneurs
Le 14 juillet 1999, Lehmann-Grube a été nommé citoyen d'honneur de la ville de Leipzig en reconnaissance de ses services en tant que maire de 1990 à 1998.
Lors de sa réunion du 24 janvier 2024, le conseil municipal de Leipzig a décidé de renommer la partie de la Roßplatz avec le Mägdebrunnen en Hinrich-Lehmann-Grube-Platz.